# Praia de Arembepe

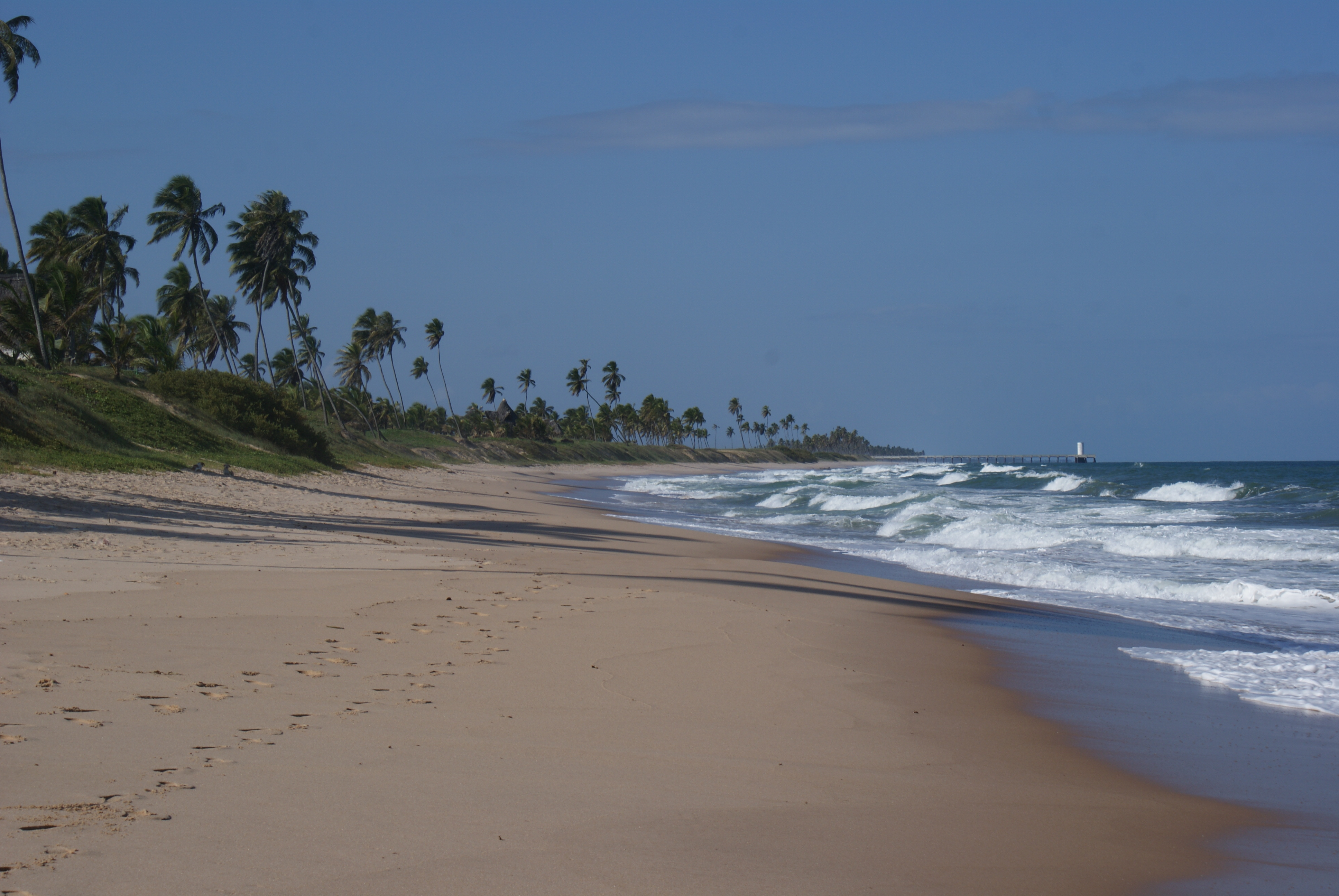
A praia.

A Praia de Arembepe é uma praia localizada no município de Camaçari, estado da Bahia. É lembrada pela sua beleza, pela aldeia hippie e pelo Projeto TAMAR, que possui uma unidade na praia.
Foi perto desta praia que em 1574, regressando a Portugal a nau Santa Clara embateu num recife e afundou por volta da meia-noite, levando consigo inúmeras riquezas como ouro e especiarias e a vida do seu capitão Luís de Alter de Andrade juntamente com mais 300 almas.